# Џудо клуб Партизан
Џудо клуб Партизан је српски џудо клуб из Београда и део је ЈСД Партизан. Највећи успех остварио је 1959. године када је постао вицешампион Европе.

## Историја
Клуб је основан 15. августа 1953. године у оквиру Tешкоатлетског клуба. Године 1957. је дошло до фузије са Црвеном звездом, а клуб под садашњим именом настаје 1961. године. Први председник Џудо клуба Партизан био је Маркус Данон.
Своју прву титулу екипног првака, Џудо клуб Партизан је освојио 1963. године. До треће титуле првака државе стигли су тек 1994. Партизан је освајао титулу националног првака и 2001, 2005, 2007. и 2008. године и трофеј националног купа 2007. године. Највећи успех у Европи клуб је остварио 1959. када је на Купу Европе заузео друго место.

## Успеси
- Првенство Југославије:
  - Шампион (4) : 1963, 1994, 2001, 2005.
- Првенство Србије:
  - Шампион (2) : 2007, 2008.
- Куп Србије:
  - Победник (1) : 2007.
- Куп Европе:
  - Вицешампион (1) : 1959.